# Ohlertidion ohlerti
Ohlertidion ohlerti là một loài nhện trong họ Theridiidae.
Loài này thuộc chi Ohlertidion. Ohlertidion ohlerti được Tord Tamerlan Teodor Thorell miêu tả năm 1870.